# VfK Bau Rostock
Der Verein für Körperertüchtigung (VfK) „Bau“ Rostock 94 e.V. ist ein deutscher Judoverein aus Rostock in Mecklenburg-Vorpommern mit rund 100 Mitgliedern. Gegründet wurde der VfK (Verein für Körperertüchtigung) „Bau“ Rostock am 15. April 1994.

## Geschichte
Bis 1999 konnten sich VfK-Sportler sieben Mal als Sieger in die Listen der deutschen und internationalen Titelkämpfe eintragen. Zwölf Mal standen sie bei nationalen Meisterschaften auf dem Treppchen. Von den acht Medaillen, die Mecklenburger Judoka 1999 bei den deutschen Meisterschaften gewannen, gingen vier an Sportler des Vereins. Hinzu kommen einige Norddeutsche- und Landesmeistertitel. Im Jahr 1999 waren drei Bundes- und 19 Landeskader Mitglied im VfK.
Heutzutage konzentriert sich der Verein hauptsächlich auf den Nachwuchs. 2009 gab es Erfolge bei Bundessichtungsturnieren (1. Platz, 5. Platz), Nordostdeutschen Meisterschaften (3. Platz, 5. Platz, 7. Platz) und einem 9. Platz bei den Deutschen Meisterschaften.

## Gruppen und Trainer
Im VfK "Bau" Rostock trainieren drei Judogruppen, gestaffelt nach Alter und Fortschritt, sowie eine Freizeitgruppe für Volleyball.
Die Mitglieder werden von insgesamt zehn lizenzierte Trainern zuzüglich einiger Nachwuchstrainer, die Erfahrungen im Umgang mit Kindern und der Trainingsgestaltung sammeln, betreut und gefördert.